# Liste der Baudenkmale in Oldenburg (Oldb) – Peterstraße
In der Liste der Baudenkmale in Oldenburg (Oldb) – Peterstraße stehen alle Baudenkmale der Peterstraße in Oldenburg (Oldb).  Die Quelle der IDs und der Beschreibungen ist der Denkmalatlas Niedersachsen.
Der Stand der Liste ist das Jahr 2022.

## Allgemein
In den Spalten befinden sich folgende Informationen:
- Lage: die Adresse des Baudenkmales und die geographischen Koordinaten. Kartenansicht, um Koordinaten zu setzen. In der Kartenansicht sind Baudenkmale ohne Koordinaten mit einem roten Marker dargestellt und können in der Karte gesetzt werden. Baudenkmale ohne Bild sind mit einem blauen Marker gekennzeichnet, Baudenkmale mit Bild mit einem grünen Marker.
- Bezeichnung: Bezeichnung des Baudenkmales
- Beschreibung: die Beschreibung des Baudenkmales. Unter § 3 Abs. 2 NDSchG werden Einzeldenkmale und unter § 3 Abs. 3 NDSchG Gruppen baulicher Anlagen und deren Bestandteile ausgewiesen.
- ID: die Objekt-ID des Baudenkmales
- Bild: ein Bild des Baudenkmales, ggf. zusätzlich mit einem Link zu weiteren Fotos des Baudenkmals im Medienarchiv Wikimedia Commons. Wenn man auf das Kamerasymbol klickt, können Fotos zu Baudenkmalen aus dieser Liste hochgeladen werden:

Zurück zur Hauptliste
| Lage                                      | Bezeichnung                                                    | Beschreibung | ID       | Bild           |
| ----------------------------------------- | -------------------------------------------------------------- | --- | -------- | -------------- |
| Peterstraße 1 53° 8′ 31″ N, 8° 12′ 27″ O  | Peter-Friedrich-Ludwigs-Hospital (Elisabeth-Kinderkrankenhaus) | Dreiflügelanlage mit Schaufront nach Süden und zwei rückwärtigen Flügeln. Zweigeschossiger Backsteinbau auf Kellersockel unter Walmdächern. Auf der Südseite links Risalit und auf ganzer Breite zweigeschossiger Verandaanbau mit großen Rechteckfenstern sowie Freitreppe. Am Kernbau Rundbogenfenster, Bögen begleitet von Stäben. Putzgliederung: Gesims über dem Sockel, Blattfries über dem EG und auf Kämpferhöhe des OG, im OG Brüstungsreliefs mit Festons, Kranzgesims mit Blattfries und Konsolfries. Erbaut 1871–1872, Architekt: Ernst Klingenberg, 1936 Anbau der Veranda. Bis 1953 Kinderkrankenhaus, 1954 Schwesternwohnheim. 1986 Umbau, seit 1988 Artothek und Jugendbibliothek. | 37443961 |                |
| Peterstraße 1 53° 8′ 32″ N, 8° 12′ 25″ O  | Peter-Friedrich-Ludwigs-Hospital (Gartenhaus)                  | Zweigeschossiger Backsteinbau unter Satteldach. Eingang mittig auf der nördlichen Traufseite, gegenüber auf der Südseite fünf Achsen und übergiebelter einachsiger Mittelrisalit, davor jüngerer eingeschossiger Anbau unter Flachdach. Erbaut 1880 als Erweiterungsbau der Kinderklinik. | 37451285 | BW             |
| Peterstraße 3 53° 8′ 32″ N, 8° 12′ 25″ O  | Peter-Friedrich-Ludwigs-Hospital                               | Dreiflügelanlage mit Hauptflügel im Osten zur Peterstraße, davor gärtnerisch gestaltete Auffahrt. Zweigeschossiger Putzbau über Kellersockel unter Walmdach. Hauptfront mit flachen Seitenrisaliten, an diesen in beiden Geschossen Dreifenstergruppen (die oberen durch Pilaster und Gebälk zusammengefasst), Mittelteil von 15 Achsen. Mittig Risalit von fünf Achsen mit zentralem Haupteingang, davor Portikus mit sechs toskanischen Säulen, Gebälk und Giebelfeld. Kapitelle mit Palmettenfries und Kyma, am Gebälk die Inschrift „Peter Friedrich Ludwigs Hospital“, im Giebelfeld Uhr. Darüber rechteckige Laterne als Dachreiter. Rückwärtig mittig moderner eingeschossiger Anbau. Südflügel zweigeschossig nach Süden verlängert. Erbaut 1838–1841, Architekt: Heinrich Strack. Bis 1950 diverse An- und Umbauten (u. a. 1876 Anbau am Südflügel mit Infektionsabteilung). 1984 Aufgabe der Krankenhausnutzung. Seit 1991/1992 Stadtbibliothek und Krankenhausmuseum. | 37443987 | Weitere Bilder |
| Peterstraße 3 53° 8′ 35″ N, 8° 12′ 25″ O  | Peter-Friedrich-Ludwig Hospital (Pathologiegebäude)            | Pathologiegebäude mit Leichenhallenanbau im rückwärtigen Bereich des Peter-Friedrich-Ludwigs-Hospitals an der Leo-Trepp-Straße. Die Pathologie ein eingeschossiger Putzbau mit Satteldach und Vorbau nach Westen, jetzt unter Walmdach, nordwestlich damit verbunden die Leichenhalle, eingeschossiger Putzbau unter Walmdach mit Dachreiter. Wandfeste Innenausstattung erhalten. Pathologiegebäude im Kern von 1841, Leichenhalle erbaut 1912 (Wiederaufbau 1953). | 37448532 | BW             |
| Peterstraße 3 53° 8′ 34″ N, 8° 12′ 25″ O  | Peter-Friedrich-Ludwigs-Hospital (Gasstation)                  | Kleiner eingeschossiger quadratischer Putzbau unter Pyramidendach mit Eingang auf der Nordseite. Erbaut vor 1910. | 37448560 | BW             |
| Peterstraße 3 53° 8′ 36″ N, 8° 12′ 25″ O  | Peter-Friedrich-Ludwigs-Hospital (Einfriedung)                 | Ummauerung aus Backstein auf der West- und Südseite des Geländes des Peter-Friedrich-Ludwigs-Hospitals. Südlich vor dem Elisabeth-Kinderkrankenhaus zur Marienstraße Backsteinpfosten mit Eisengittern, um die Ecke südwestlich zur Leo-Trepp-Straße Backsteinmauer mit Lisenen, die Leo-Trepp-Straße auf Höhe von Nr. 5 überquerend dreiteilige Toranlage mit verputzten Mauerabschnitten, die eine Einfahrt und eine schmalere Personenpforte bilden. An derselben Straße nördlich hinter der ehemaligen Baptistenkapelle (Nr. 17) eine entsprechende Toranlage und weiter östlich ein Teil der Nordmauer aus Backstein. Älteste Teile wohl noch 19. Jh., Toranlagen von 1936. | 37451360 | BW             |
| Peterstraße 3 53° 8′ 33″ N, 8° 12′ 29″ O  | Peter-Friedrich-Ludwigs-Hospital (Garten)                      | Parkartige Anlagen des Peter-Friedrich-Ludwig-Hospitals. Zwischen Peterstraße und der Front des Hauptgebäudes Rasenfläche mit Rabatten und Auffahrt, rechts und links auf der Nord- bzw. Südseite des Hauptgebäudes Gruppen z. T. alter Bäume (im Norden durch die Anlage eines Parkplatzes verkleinert). | 37437429 | BW             |
| Peterstraße 20 53° 8′ 36″ N, 8° 12′ 34″ O | St. Peter                                                      | Katholische, neugotische, dreischiffige Hallenkirche mit vier Jochen und vorgesetztem Westturm, Querhaus sowie eingezogenem Chor mit 5/8-Schluss. Erbaut 1873–76 durch den Architekten Xaver Lütz, nach einem Entwurf von dem bereits 1870 verstorbenen Johann Bernhard Hensen. Westturm dreigeschossig und rechteckig mit Westeingang, darüber vierbahniges Maßwerkfenster. Kupfergedeckter Spitzhelm, gestalterisch prägende Sandstein-Balustraden in allen Geschossen, vier freistehende Ziergiebel als oberer Abschluss. Nebeneingänge auf den Westseiten der Seitenschiffe. Außengliederung durch Strebepfeiler mit Wasserschlägen und drei- bis vierbahnige Buntglas-Maßwerkfenster sowie Giebelaufsätze an der Ost- und Westseite der Kirchenhalle. Weiß geputzter Innenraum, Kreuzrippengewölbe auf kantonierten Rundpfeilern mit vier Diensten und Kelchkapitellen, in den Seitenschiffen Wandvorlagen. Vierung mit Sterngewölbe. Die Vierung durch Sterngewölbe akzentuiert, der Chor dreischiffig mit zwei stark querrechteckigen Jochen. In den Zwickeln niedrige Sakristeianbauten. Von der bauzeitlichen Ausstattung die Fenster in den Seitenschiffen erhalten, 1905–1916 von den Hannoveraner Glasmalstätten Henning & Andres gefertigt. Turmhelm nach Einsturz 1972 in verkürzter Form erneuert. | 37422212 | Weitere Bilder |
| Peterstraße 23 53° 8′ 37″ N, 8° 12′ 32″ O | Edith-Ruß-Haus                                                 | Eckhaus zur Katharinenstraße. Zweigeschossiger Putzbau von fünf Achsen über Kellersockel unter Walmdach. Linke Seite dreiachsig mit zentralem Eingang, davor später zur Terrasse erweiterte Freitreppe. Putzgliederung: geschossteilende Gesimse, Fensterrahmungen, über dem mittleren Fenster des Obergeschosses der linken Seite Relief mit Flammenkelch zwischen Schlangen (Heilkunde). Erbaut 1840 als Verwaltungsgebäude des Peter-Friedrich-Ludwigs-Hospitals, 1871 zum Entbindungshaus umgebaut, 1910 zum Landes-Hygiene-Institut. Seit den 1990er Jahren als Kulturamt der Stadt genutzt. | 37422150 |                |
| Peterstraße 25 53° 8′ 38″ N, 8° 12′ 33″ O | Wohnhaus                                                       | Zweieinhalbgeschossiger Putzbau von fünf Achsen mit Drempel unter Walmdach. Eingang auf der linken Seite. Fenster im OG rundbogig. Putzgliederung: horizontale Fugen, geschossteilendes Gesims, im OG Fensterrahmungen, Brüstungsfelder und Ädikulen, Kranzgesims mit kleinen Drempelfenstern zwischen Rankenfries und Konsolfries. Rückwärtig und auf der rechten Seite jüngere Anbauten. Erbaut vor 1842. | 37422172 |                |
| Peterstraße 29 53° 8′ 39″ N, 8° 12′ 33″ O | Wohnhaus                                                       | Zweigeschossiger Putzbau von fünf Achsen über Kellersockel unter Walmdach. Eingang links. Sockel in den mittleren drei Achsen vorgezogen für Terrasse. Moderne Schleppgaupe. Putzgliederung: Rustizierung des Sockels, horizontale Fugen, geschossteilende Gesimse, Fensterrahmungen, im OG Brüstungsfelder und Ädikulen, Traufgesims mit Konsolfries. Erbaut um 1885. | 37422192 |                |
| Peterstraße 37 53° 8′ 41″ N, 8° 12′ 35″ O | Wohnhaus                                                       | Giebelständiger eineinhalbgeschossiger Putzbau von fünf Achsen über Sockelgeschoss mit Drempel unter Satteldach (Variante des Typus „Oldenburger Hundehütte“). Eingang rechts. Auf der linken Seite wohl jüngerer Anbau. Mittlere drei Fenster zusammengerückt, davor Sockel polygonal vorgezogen für Terrasse. Putzgliederung: geschossteilende Gesimse, Gesims über den Fensterstürzen, im EG über den Fenstern dreieckig nach oben abknickend, im Giebel mittig hochgezogen, Fensterrahmungen. Erbaut um 1870/1880 (vor 1884), 1912 umgebaut, Architekten: Wege & Boschen. | 37443870 | BW             |
| Peterstraße 39 53° 8′ 42″ N, 8° 12′ 36″ O | Wohnhaus                                                       | Traufständiger eingeschossiger Putzbau von fünf Achsen unter Schopfwalmdach. Mittlere drei Achsen flacher Risalit mit Zwerchhaus und Giebel. Eingang auf der linken Seite. Putzgliederung: Kantenquaderung, am Risalit im EG horizontale Fugen, am Zwerchhaus Brüstungsfelder und profilierte Rahmung des Giebelfeldes. Vorgarten. Erbaut um 1840 (vor 1842). | 37443892 |                |
| Peterstraße 41 53° 8′ 43″ N, 8° 12′ 36″ O | Garnisonkirche                                                 | Zentralbau auf dem Grundriss eines griechischen Kreuzes in frühgotischen Formen. Putzbau mit Werksteingliederung. In der Südostecke schlanker rechteckiger Turm unter spitzem Pyramidenhelm, daran östlich angebaut offener Eingangsvorbau auf zwei Säulen. Auf der Südseite weiterer Eingang, Kleeblattbogenportal mit eingestellten Säulen und bekrönender Kreuzblume. Außengliederung durch Strebepfeiler mit Wasserschlägen, die Spitzbogenfenster überwiegend einbahnig mit Kleeblattbögen bekrönt von Dreipässen, an der Südseite z. T. zweibahnig mit bekrönendem Vielpass. Innenraum mit Sterngewölbe, ruhend auf Stummeln von Rundpfeilern über Konsolen und mit Blattkapitellen, die Kreuzarme mit stark querrechteckigen Kreuzrippengewölben, der Chor etwas schmaler mit 5/8-Schluss. Westarm mit Orgelempore, der Mittelteil nach Westen vorgezogen, begleitet von runden Treppentürmen. Erbaut 1901–1903, Architekt: Jürgen Kröger. | 37443914 | Weitere Bilder |
| Peterstraße 42 53° 8′ 42″ N, 8° 12′ 39″ O | Lehrerseminar (heute Staatliches Baumanagement)                | Dreiflügelanlage aus Haupttrakt zur Peterstraße und zwei rückwärtigen Flügeln. Dreigeschossiger Putzbau von neun Achsen unter Satteldach. Seitliche Achsen breiter und durch begleitende Lisenen wie Risalite gestaltet. In der jeweils zweiten Achse von außen Rundbogenportale mit Freitreppen. Fenster im EG und 1. OG rundbogig. Putzgliederung: im EG Quaderung und Fensterbögen, Quaderung der Lisenen, Gesimse auf Sohlbankhöhe des Erdgeschosses und des 1. OG, flaches Kranzgesims mit Konsolfries, Rahmung der Fensterbögen des 1. OG, gerahmte Felder zwischen den Fenstern des 2. OG. Nach Süden später weiterer zweigeschossiger Flügel unter Walmdach angebaut. Fünf Achsen zwischen Strebepfeilern mit Wasserschlägen, im Erdgeschoss gekuppelte Segmentbogenfenster und im OG Biforienfenster. Putzgliederung: Quaderung des Sockels und der Strebepfeiler, geschossteilendes Gesims, Rahmung der Biforien, Traufgesims mit Konsolfries. In diesem Flügel Turnhalle und Aula, mit erhaltener bauzeitlicher wandfester Ausstattung. Erbaut 1844–1846 als evangelisches Lehrerseminar, Architekt: Hero Diedrich Hillerns. 1901 Erweiterung nach Süden. Später Staatshochbauamt, heute Staatliches Baumanagement.                                                                                    | 37422234 |                |
| Peterstraße 44 53° 8′ 43″ N, 8° 12′ 40″ O | Wohnhaus                                                       | Zweigeschossiger Putzbau von fünf Achsen über Sockelgeschoss unter Walmdach. Auf der rechten Seite kleiner zurückgesetzter Vorbau mit Eingang. Putzgliederung: Quaderung des Sockels, im OG Sohlbankgesims, Fensterrahmungen, Traufgesims, am Vorbau Pilaster und Gebälk. Erbaut zwischen 1843 und 1846. | 37422256 | BW             |